# Castello di Krėva
Il castello di Krėva (in bielorusso Крэўскі замак?, Kreŭski zamak; in lituano Krėvos pilis; in polacco zamek w Krewie) è il complesso di rovine oggi visibili di una delle principali residenze fortificate dei granduchi di Lituania (Gediminas e Algirdas) nel villaggio di Krėva, in Bielorussia. L'insediamento si trova a 224 metri sul livello del mare.

## Storia
Il primo resoconto del castello nelle fonti si trova in merito all'imprigionamento del fratello di Algirdas, Kęstutis e di suo figlio Vitoldo, futuro sovrano lituano. Il primo morì nel 1382 e si discute a livello storiografico se si spense per cause naturali o perché assassinato su autorizzazione di Jogaila, un nipote contro cui stava combattendo. Il secondo riuscì a fuggire e si recò nello Stato monastico dei cavalieri teutonici dove si convertì al cristianesimo. Inoltre, il castello è noto per essere stato il luogo dove nel 1385 si firmò l'unione di Krewo, che sancì l'unione personale tra Polonia e Lituania e costituì il primo passo dell'alleanza polacco-lituana verso l'istituzione della Confederazione polacco-lituana.
All'inizio del XVI secolo, la struttura venne saccheggiata dai tartari di Crimea e rimase disabitata per molto tempo. Nel XIX secolo, gran parte della cinta muraria risultava crollata: la prima guerra mondiale assestò il colpo finale alla fortificazione in rovina, poiché essa si trovava proprio in prima linea e contesa tra l'esercito imperiale russo e quello tedesco. A seguito del conflitto, le rovine furono parzialmente conservate, in particolare grazie a finanziamenti giunti dalla Polonia, nel 1929. Tuttavia, da allora il patrimonio culturale non è stato più sottoposto a intervento di restauro.

## Galleria d'immagini

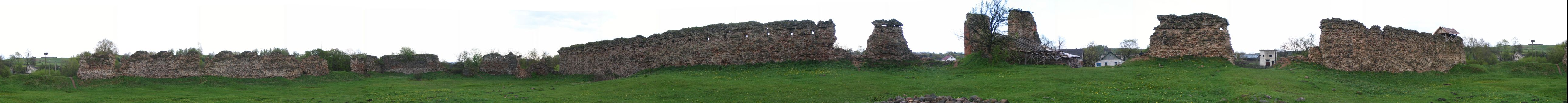
Le rovine del castello di Krėva come visibili oggi

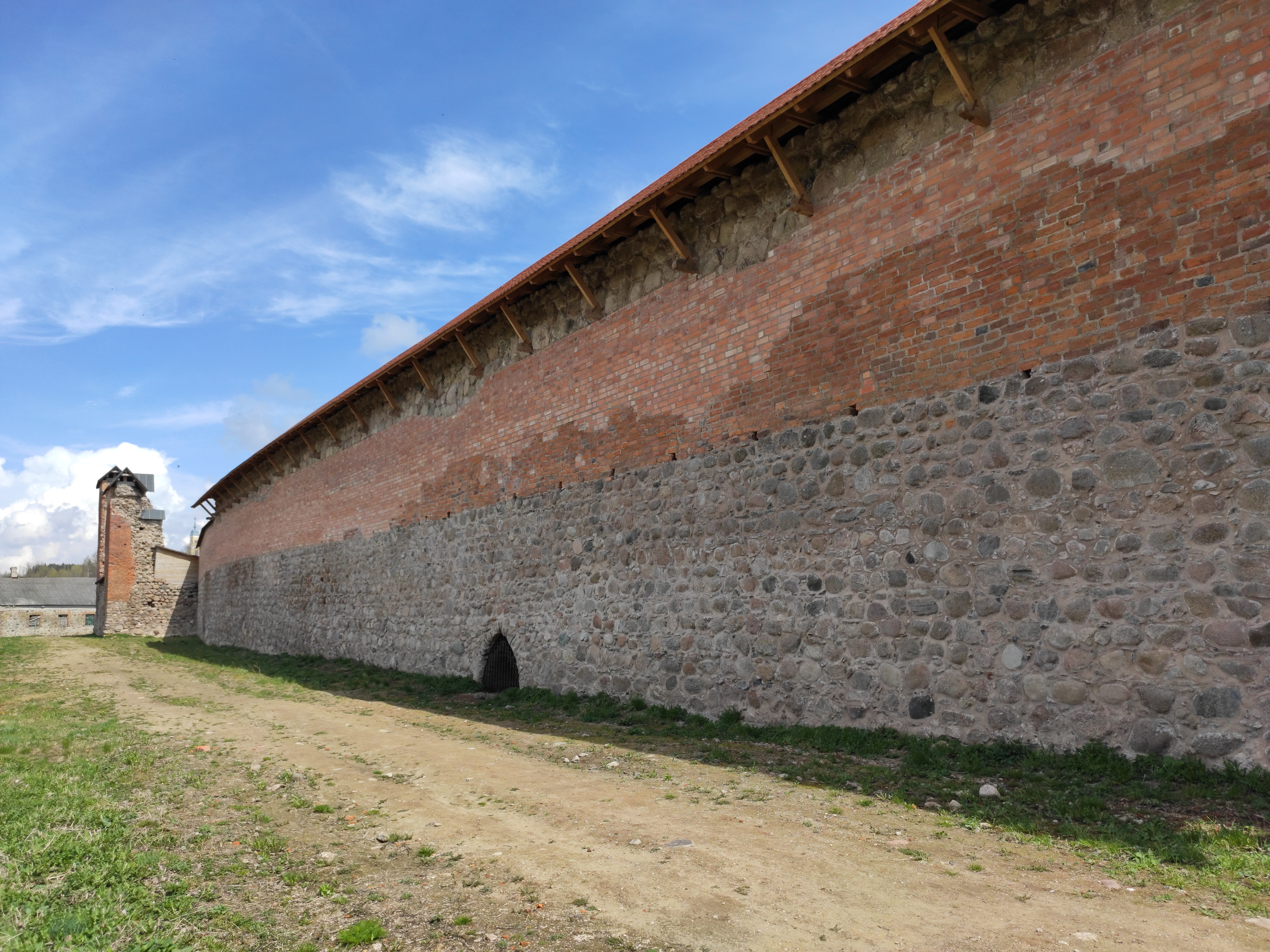
Mura della fortificazione
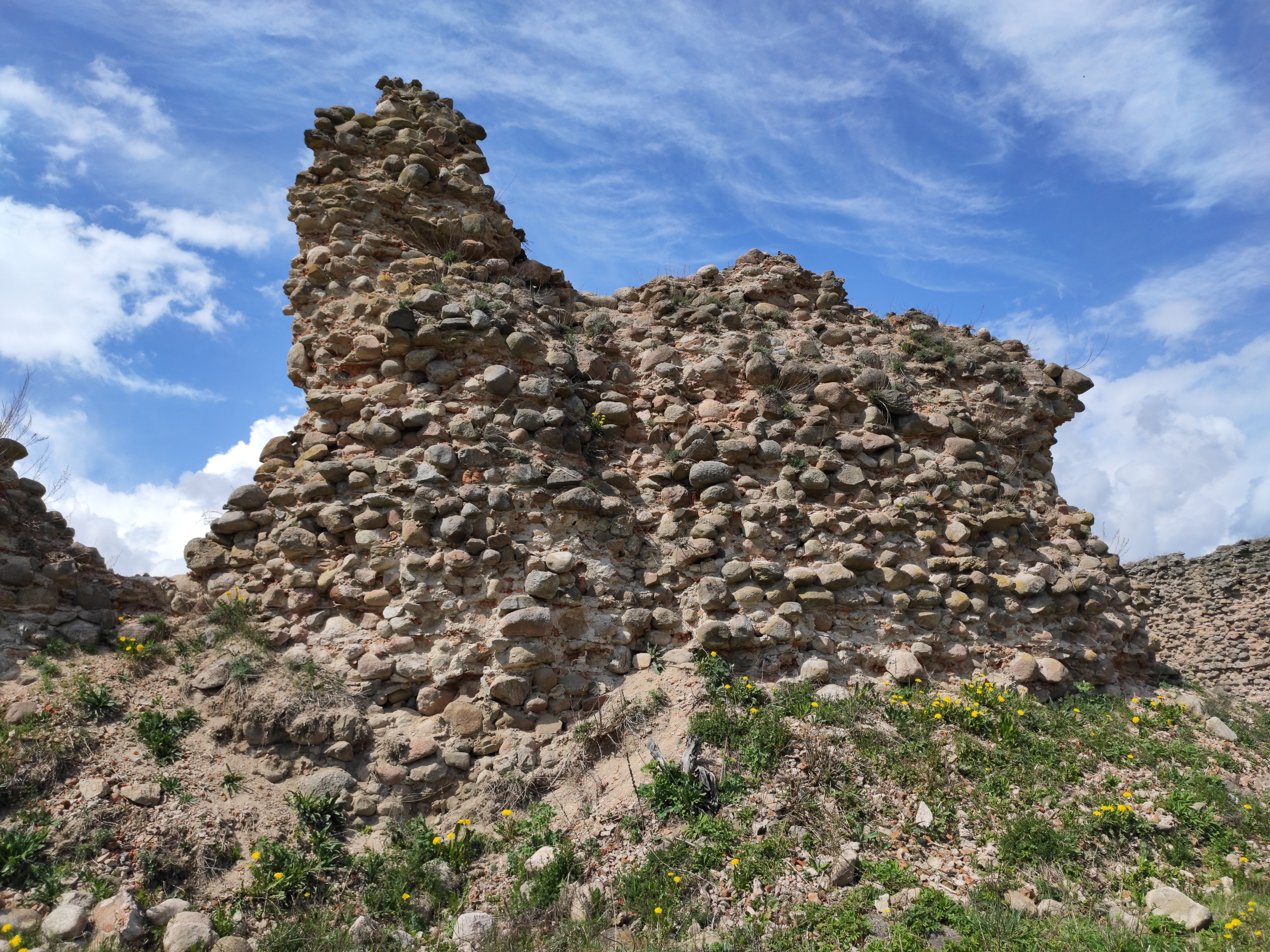
Resti del castello
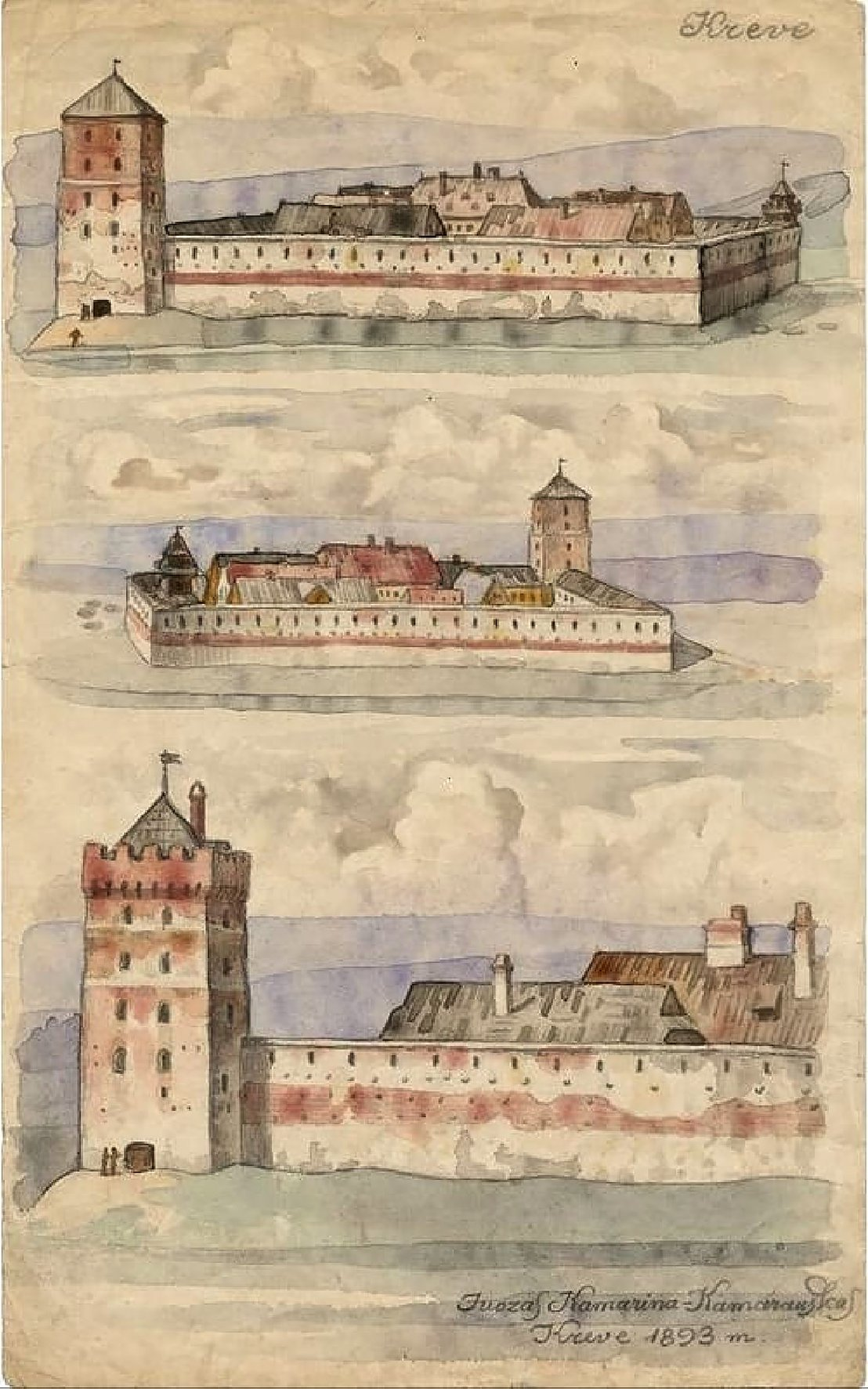
Ricostruzione del 1893 del castello